# Eschweilera subcordata
Eschweilera subcordata é uma espécie de lenhosa da família Lecythidaceae.
Apenas pode ser encontrada no seguinte país: Brasil, no Pará, Amazônia. Encontrada apenas na Ilha do Marajó.
Está ameaçada por perda de habitat.